# Текстовий редактор

Microsoft Word (повна назва Microsoft Office Word, MS Word, WinWord або просто Word, укр. Слово) — текстовий процесор, що випускається фірмою Майкрософт, входить до складу офісного пакету «Microsoft Office».

Текстовий редактор — це комп'ютерна програма або застосунок, призначений для створення та редагування текстових файлів (вставка, видалення та копіювання тексту, пошук і заміна змісту, сортування рядків), а також їх перегляду на моніторі, виведення на друк тощо.
Деякі текстові редактори забезпечують розширену функціональність, наприклад, підсвічування синтаксису, шаблони, конвертацію кодування символів тощо. Така функціональність часто характерна для редакторів коду, призначених для написання сирцевого коду комп'ютерних програм.
Інші текстові редактори мають додаткові можливості форматування тексту, впровадження в нього графіків, формул, таблиць та об'єктів. Такі редактори часто називають текстовими процесорами, і вони призначені для створення різноманітних документів — від особистих листів до офіційних паперів. Класичними прикладами є “Microsoft Word” та “LibreOffice Writer”.
Ще один клас програм цієї групи — «Текстові середовища» — це повноцінні робочі середовища, в яких можна вирішувати найрізноманітніші завдання. Завдяки надбудовам вони дозволяють писати й читати листи, працювати з веб-каналами, вести щоденники, керувати списками адрес і завдань. Представники цього класу — «Emacs», «Archy», «Vim» та «Acme» з операційної системи «Plan 9». Такі програми часто слугують середовищами розробки програмного забезпечення, але завжди містять текстовий редактор як один з основних інструментів.
Текстові редактори підтримуються операційними системами та пакетами розробки програмного забезпечення. Вони можуть використовуватися для редагування різних типів файлів: конфігураційних файлів, документації та вихідного коду програм.
Станом на 2021 рік відомо понад 1900 текстових редакторів.

## Види текстових редакторів
Порядковий (рядковий) текстовий редактор (англ. line editor) працює з текстом як послідовністю пронумерованих рядків, виконуючи операції над текстом у вказаних рядках. Прикладом такого редактора може бути edlin, що входив у склад MS-DOS.
Контекстний (рядковий) редактор (англ. context editor), прикладом якого може бути ECCE (англ. Edinburgh Compatible Context Editor), виконує операції над текстом у даній позиції.
Екранний текстовий редактор дозволяє користувачу пересувати курсор у тексті за допомогою клавіш або інших пристроїв вводу.
Відносно новий вид текстових редакторів — онлайн редактор тексту.
Також, є певні відмінності між Текстовим редактором та:
- інтегрованим середовищем розробляння, зокрема, IDE містить увесь функціонал текстового редактора, тоді як текстовий редактор не може мати функціоналу IDE.[5]
- текстовим процесором — т.п. першочергово може вбудовувати у текст різноманітні об'єкти, зберігаючи загальну структуру тексту. Станом на  2021 — ця відмінність майже втратила свою актуальність.

## Типовий набір функцій
- Знайти та замінити — Текстові редактори надають широкі можливості для пошуку та заміни тексту як у групах файлів, так і інтерактивно. Розширені редактори можуть використовувати регулярні вирази для пошуку та редагування тексту чи коду.
- Вирізати, скопіювати та вставити — більшість текстових редакторів надають методи дублювання та переміщення тексту всередині файлу або між файлами.
- Форматування тексту — Текстові редактори часто надають основні функції візуального форматування, такі як перенесення рядків, автоматичний відступ, форматування списку маркерів із використанням символів ASCII, форматування коментарів, виділення синтаксису тощо. Вони, як правило, призначені лише для зображення і не вставляють коди форматування в сам файл.
- Скасувати та повторити — Як і в текстових процесорах, текстові редактори надають можливість скасувати та повторити останнє редагування або більше. Часто — особливо у старих текстових редакторах — запам'ятовується лише один рівень історії редагування, і послідовно видаючи команду скасування буде лише «перемикати» останню зміну. Сучасні або складніші редактори зазвичай надають багаторівневу історію, така що повторна команда скасування поверне документ до послідовно (покроково) попередніх (старих) редагувань. Окрема команда повтору буде циклічно редагувати «вперед» до останніх змін. Кількість змін, що зберігає програма, залежить від редактора і часто налаштовується користувачем.

## Популярні текстові редактори
- AkelPad[6] — текстовий редактор з відкритим кодом для операційних систем Microsoft Windows, але може запускатись і в Wine та працювати під керуванням Unix систем, таких як Linux. Розповсюджується під ліцензією BSD.
- BDV Notepad[7] — альтернатива блокнота для Windows, містить додаткові функції для редагування тексту, безкоштовний.
- EditPlus[8] — текстовий редактор для Windows, призначений для програмування й веброзробки.
- Emacs[9] — відкрита програма. Має потужний і дуже гнучкий у налаштуванні інтерфейс, що підтримує макроси. Про Emacs також є Вікі — .
- EmEditor[en] — платний редактор для Windows-систем. Забезпечує підсвічування тексту для різних форматів, модулів, однак інтерфейс вимагає вивчення.
- GridinSoft Notepad[10] — перевіряє орфографію текстів, написаних 7 мовами.
- Gedit — основний текстовий редактор середовища Gnome.
- jEdit[11] — відкрита програма — кросплатформний редактор, написаний мовою Java.
- Kate[12] — відкрита програма — потужний розширюваний текстовий редактор із підсвічуванням синтаксису для маси мов програмування й розмітки (модулі підсвічування можна автоматично обновляти через мережу) та з гнучким у налаштуванні интерфейсом. Входить до складу KDE.
- nano (GNU)[13] — редактор для командного рядка.
- Notepad — входить до складу Windows.
- Notepad++[14] — GPL, заснований на тому ж рушії, що й SciTE.
- Professional Notepad — текстовий редактор для заміни стандартного блокнота. Забезпечує підсвічування синтаксису PHP, HTML, CSS, JavaScript, Perl та ін. Не обмежує розмір тексту.
- PSPad[15] — текстовий редактор із підсвічуванням синтаксису, підтримкою скриптів та інструментами для роботи з HTML-кодом.
- SciTE[en][16] — відкрита програма. Редактор із підсвічуванням синтаксису для багатьох мов програмування. Має широкі можливості налаштування й автоматизації.
- Sublime Text — пропрієтарний багатоплатформовий текстовий редактор. Підтримує плагіни мовою програмування Python.
- TEA[17] — редактор із сотнями функцій обробки тексту й розмітки в HTML, XHTML, LaTeX, Docbook, Wikipedia. Подібні можливості й зручний інтерфейс.

- vi/Vim[18] — відкрита програма. Розділяє процес редагування на режим уведення й командний. Дає необмежені можливості налаштувань і автоматизації.
- TechEditor[19] — пропрієтарне програмне середовище для текстової документації та інженерних розрахунків. Дозволяє створювати звіти, пояснювальні записки, діаграми та інші технічні документи.